# Лопес, Брук
Брук Роберт Лопес (англ. Brook Robert Lopez; род. 1 апреля 1988, Северный Голливуд, штат Калифорния, США) — американский профессиональный баскетболист, выступающий за клуб Национальной баскетбольной ассоциации «Милуоки Бакс». Играет на позиции центрового. Участник матча всех звёзд НБА 2013 года.

## Карьера
Брат-близнец Робина Лопеса, выступающего за баскетбольный клуб «Кливленд Кавальерс». На студенческом уровне Брук вместе с братом два года выступал за команду «Стэнфорд Кардинал». В 2008 году он был выбран на драфте НБА в первом раунде под общим 10-м номером командой «Нью-Джерси Нетс». По итогам дебютного сезона был включён в первую сборную новичков НБА.
22 июня 2017 года после 9 сезонов в «Нетс» был обменян вместе с правами на Кайла Кузму (27-й выбор на драфте 2017 года) в «Лос-Анджелес Лейкерс» на Д’Анджело Расселла и Тимофея Мозгова. В «Лейкерс» сыграл 72 матча в регулярном сезоне, набирая по 13,0 очка за 23,4 минуты.
17 июля 2018 года подписал контракт с «Милуоки Бакс». Дебютировал за «Бакс» 17 октября 2018 года — 14 очков в победном матче против «Шарлотт Хорнетс». 11 ноября 2018 года забросил рекордные в карьере 8 трёхочковых в матче против «Денвер Наггетс».
Если первые сезоны в НБА Лопес играл «классического» центрового, делающего акцент на игру под кольцом — 51 дабл-дабл в формате «очки-подборы» за первые два сезона в лиге, то начиная с сезона 2016/17 Лопес постепенно переквалифицировался в одного из главных снайперов, бросающих из-за трёхочковой линии. За первые шесть сезонов в НБА Лопес бросил в сумме всего 7 трёхочковых и не попал ни разу. Лишь в сезоне 2014/15 ему удалось реализовать свой первый трёхочковый в карьере (1 из 10 за сезон). Однако уже в сезоне 2016/17 Лопес выбрасывал в среднем по 5,2 трёхочковых за матч и забивал 1,8 (34,6%). После перехода в «Лейкерс» в сезоне 2017/18 ситуация не изменилась, хотя Лопес стал играть на 6 минут меньше — 4,4 трёхочковых за матч с точностью 34,5%. При этом, играя далеко от кольца, Лопес стал делать значительно меньше подборов, особенно на чужом щите.
Лопес получил прозвище «Splash Mountain» по аналогии с «Splash Brothers» - Стефена Карри и Клея Томпсона из «Голден Стэйт Уорриорз», которые специализируются на трехочковых, и одноименного аттракциона в Диснейленде. После перехода в «Бакс» Лопес также улучшил точность с линии штрафных, быстро став одним из самых надежных игроков клуба по этому показателю. С момента перехода в «Бакс» Лопес реализовывал 84% штрафных бросков, тогда как до этого в его карьере этот показатель составлял 79%.
1 января 2019 года Лопес набрал 25 очков и реализовал 7 из 12 трехочковых бросков в победе над «Детройт Пистонс» со счетом 121-98. 19 марта он установил карьерный рекорд сезона, набрав 28 очков в победе над «Лос-Анджелес Лейкерс». В первой игре финала Восточной конференции Лопес набрал рекордные в карьере 29 очков и привел «Бакс» к победе над «Торонто Рэпторс».
Лопес подписал с «Бакс» 4-летний контракт на сумму 52 миллиона долларов после сезона 2018/2019. Лопес дебютировал в сезоне за команду 24 октября 2019 года, набрав 11 очков, 3 передачи и 5 блоков в победе над «Хьюстон Рокетс». 19 декабря он сделал максимальные в сезоне 4 перехвата в победе над «Лос-Анджелес Лейкерс». 21 декабря Лопес записал на свой счет 7 блоков в победе над «Нью-Йорк Никс». Он повторил этот результат 4 января 2020 года в победе над «Сан-Антонио Спёрс».
2 февраля 2020 года в матче с «Финикс Санз» Лопес сделал 8 блоков, набрав 17 очков. 8 августа в матче с «Даллас Маверикс» Лопес набрал максимальные за сезон 34 очка, сделал 7 подборов и 2 блока.
В следующем сезоне Лопес дебютировал в составе «Бакс» 23 декабря 2020 года, набрав 7 очков, сделав 3 подбора и 2 блока в матче с «Бостон Селтикс». 4 апреля 2021 года он набрал максимальные за сезон 26 очков, сделал 4 подбора и 2 блока в победе над «Сакраменто Кингз». В 5-й игре финала Восточной конференции против команды «Атланта Хокс» Лопес набрал рекордные в карьере 33 очка и привел «Бакс» к победе. В 6-й игре «Бакс» обыграли «Хокс» и вышли в финал НБА 2021 года, где, несмотря на отставание в серии 2-0, в шести матчах победили «Финикс Санз» и стали чемпионами.
19 октября 2021 года Лопес дебютировал в сезоне в составе «Бакс», набрав 8 очков, сделав 5 подборов и 3 блока в победе над «Бруклин Нетс» со счетом 127-104. После этой игры он был выбыл на неопределенный срок из-за травмы спины. Сроки его возвращения не назывались. 2 декабря он перенес операцию и был официально выбыл на неопределенный срок. Лопес вернулся в строй 14 марта 2022 года, набрав 6 очков, 1 подбор, 1 передачу и 1 перехват в победе над «Ютой Джаз». 5 апреля Лопес набрал 28 очков и сделал 3 блока в победе со счетом над «Чикаго Буллз». 20 апреля Лопес набрал 25 очков и сделал 6 подборов в игре 2 первого раунда плей-офф против «Чикаго».
16 ноября 2022 года Лопес набрал 29 очков, 5 подборов и 3 блока в матче с «Кливленд Кавальерс». 9 марта 2023 года Лопес сделал 9 блоков, набрав 24 очка и 10 подборов, в матче с «Бруклин Нетс». Во второй игре серии первого раунда плей-офф против «Майами Хит» Лопес набрал 25 очков, что помогло победить и сравнять счет в серии. В четвертой игре Лопес набрал рекордные в карьере 36 очков, сделал 11 подборов, два перехвата и три блока, но «Бакс» проиграли со счетом 119-114. В следующей игре «Бакс» потерпели третье поражение подряд от «Хит» и выбыли из розыгрыша плей-офф. В ходе плей-офф Лопес занял второе место в голосовании за звание Лучшего оборонительного игрока НБА в сезоне 2022/23 и впервые был включен в первую сборную всех звёзд защиты НБА.
6 июля 2023 года Лопес подписал новый двухлетний контракт с «Бакс». 24 ноября Лопес установил рекорд карьеры, набрав 39 очков в победе над «Вашингтон Уизардс» со счетом 131-128. 29 апреля 2024 года во время плей-офф НБА Лопес набрал 27 очков и взял девять подборов во время поражения в четвертой игре от «Индианы Пэйсерс» со счетом 113-126.

## Личная жизнь
Лопес старше своего брата-близнеца Робина на одну минуту. У них есть еще два брата - Крис и Алекс. Алекс играл в баскетбол в колледже за Вашингтон и Санта-Клару, а также профессионально в Японии, Новой Зеландии и Испании. И Брук, и Робин известны среди фанатов НБА своей любовью к Дисней.
Лопес женат.

## Статистика

### Статистика в НБА
| Сезон                                                                                    | Команда    | Регулярный сезон | Регулярный сезон | Регулярный сезон | Регулярный сезон | Регулярный сезон | Регулярный сезон | Регулярный сезон | Регулярный сезон | Регулярный сезон | Регулярный сезон | Регулярный сезон | Серия плей-офф | Серия плей-офф | Серия плей-офф | Серия плей-офф | Серия плей-офф | Серия плей-офф | Серия плей-офф | Серия плей-офф | Серия плей-офф | Серия плей-офф | Серия плей-офф |
| Сезон                                                                                    | Команда    | GP               | GS               | MPG              | FG%              | 3P%              | FT%              | RPG              | APG              | SPG              | BPG              | PPG              | GP             | GS             | MPG            | FG%            | 3P%            | FT%            | RPG            | APG            | SPG            | BPG            | PPG            |
| ---------------------------------------------------------------------------------------- | ---------- | ---------------- | ---------------- | ---------------- | ---------------- | ---------------- | ---------------- | ---------------- | ---------------- | ---------------- | ---------------- | ---------------- | -------------- | -------------- | -------------- | -------------- | -------------- | -------------- | -------------- | -------------- | -------------- | -------------- | -------------- |
| 2008/09                                                                                  | Нью-Джерси | 82               | 75               | 30,5             | 53,1             | 0,0              | 79,3             | 8,1              | 1,0              | 0,5              | 1,8              | 13,0             | Не участвовал  | Не участвовал  | Не участвовал  | Не участвовал  | Не участвовал  | Не участвовал  | Не участвовал  | Не участвовал  | Не участвовал  | Не участвовал  | Не участвовал  |
| 2009/10                                                                                  | Нью-Джерси | 82               | 82               | 36,9             | 49,9             | 0,0              | 81,7             | 8,6              | 2,3              | 0,7              | 1,7              | 18,8             | Не участвовал  | Не участвовал  | Не участвовал  | Не участвовал  | Не участвовал  | Не участвовал  | Не участвовал  | Не участвовал  | Не участвовал  | Не участвовал  | Не участвовал  |
| 2010/11                                                                                  | Нью-Джерси | 82               | 82               | 35,2             | 49,2             | 0,0              | 78,7             | 6,0              | 1,6              | 0,6              | 1,5              | 20,4             | Не участвовал  | Не участвовал  | Не участвовал  | Не участвовал  | Не участвовал  | Не участвовал  | Не участвовал  | Не участвовал  | Не участвовал  | Не участвовал  | Не участвовал  |
| 2011/12                                                                                  | Нью-Джерси | 5                | 5                | 27,2             | 49,4             | -                | 62,5             | 3,6              | 1,2              | 0,2              | 0,8              | 19,2             | Не участвовал  | Не участвовал  | Не участвовал  | Не участвовал  | Не участвовал  | Не участвовал  | Не участвовал  | Не участвовал  | Не участвовал  | Не участвовал  | Не участвовал  |
| 2012/13                                                                                  | Бруклин    | 74               | 74               | 30,5             | 52,1             | 0,0              | 75,8             | 6,9              | 0,9              | 0,4              | 2,1              | 19,4             | 7              | 7              | 37,6           | 47,2           | 100,0          | 88,6           | 7,4            | 1,4            | 0,9            | 3,0            | 22,3           |
| 2013/14                                                                                  | Бруклин    | 17               | 17               | 31,4             | 56,3             | 0,0              | 81,7             | 6,0              | 0,9              | 0,5              | 1,8              | 20,7             | Не участвовал  | Не участвовал  | Не участвовал  | Не участвовал  | Не участвовал  | Не участвовал  | Не участвовал  | Не участвовал  | Не участвовал  | Не участвовал  | Не участвовал  |
| 2014/15                                                                                  | Бруклин    | 72               | 44               | 29,2             | 51,3             | 10,0             | 81,4             | 7,4              | 0,7              | 0,6              | 1,8              | 17,2             | 6              | 6              | 39,0           | 49,4           | -              | 82,5           | 9,0            | 0,8            | 0,7            | 2,2            | 19,8           |
| 2015/16                                                                                  | Бруклин    | 73               | 73               | 33,7             | 51,1             | 14,3             | 78,7             | 7,8              | 2,0              | 0,8              | 1,7              | 20,6             | Не участвовал  | Не участвовал  | Не участвовал  | Не участвовал  | Не участвовал  | Не участвовал  | Не участвовал  | Не участвовал  | Не участвовал  | Не участвовал  | Не участвовал  |
| 2016/17                                                                                  | Бруклин    | 75               | 75               | 29,6             | 47,4             | 34,6             | 81,0             | 5,4              | 2,3              | 0,5              | 1,7              | 20,5             | Не участвовал  | Не участвовал  | Не участвовал  | Не участвовал  | Не участвовал  | Не участвовал  | Не участвовал  | Не участвовал  | Не участвовал  | Не участвовал  | Не участвовал  |
| 2017/18                                                                                  | Лейкерс    | 74               | 72               | 23,4             | 46,5             | 34,5             | 70,3             | 4,0              | 1,7              | 0,4              | 1,3              | 13,0             | Не участвовал  | Не участвовал  | Не участвовал  | Не участвовал  | Не участвовал  | Не участвовал  | Не участвовал  | Не участвовал  | Не участвовал  | Не участвовал  | Не участвовал  |
| 2018/19                                                                                  | Милуоки    | 81               | 81               | 28,7             | 45,2             | 36,5             | 84,2             | 4,9              | 1,2              | 0,6              | 2,2              | 12,5             | 15             | 15             | 29,2           | 45,5           | 29,3           | 82,8           | 5,5            | 1,4            | 0,4            | 1,9            | 11,2           |
| 2019/20                                                                                  | Милуоки    | 68               | 67               | 26,7             | 43,5             | 31,4             | 83,6             | 4,6              | 1,5              | 0,7              | 2,4              | 12,0             | 10             | 10             | 32,8           | 53,5           | 39,6           | 75,0           | 5,5            | 0,5            | 1,0            | 1,3            | 15,8           |
| 2020/21                                                                                  | Милуоки    | 70               | 70               | 27,2             | 50,3             | 33,8             | 84,5             | 5,0              | 0,7              | 0,6              | 1,5              | 12,3             | 23             | 23             | 29,0           | 54,8           | 31,9           | 86,0           | 5,9            | 0,3            | 0,7            | 1,5            | 13,0           |
| 2021/22                                                                                  | Милуоки    | 13               | 11               | 23,0             | 46,6             | 35,8             | 87,0             | 4,1              | 0,5              | 0,6              | 1,2              | 12,4             | 12             | 12             | 27,7           | 49,0           | 21,4           | 91,3           | 5,9            | 0,7            | 0,5            | 1,5            | 10,6           |
| 2022/23                                                                                  | Милуоки    | 78               | 78               | 30,4             | 53,1             | 37,4             | 78,4             | 6,7              | 1,3              | 0,5              | 2,5              | 15,9             | 5              | 5              | 36,3           | 58,2           | 41,2           | 76,9           | 6,4            | 1,2            | 1,4            | 1,8            | 19,0           |
| 2023/24                                                                                  | Милуоки    | 79               | 79               | 30,5             | 48,5             | 36,6             | 82,1             | 5,2              | 1,6              | 0,5              | 2,4              | 12,5             | 6              | 6              | 33,4           | 58,7           | 43,5           | 53,3           | 4,3            | 1,8            | 0,0            | 1,3            | 17,7           |
|                                                                                          | Всего      | 1025             | 985              | 30,2             | 49,6             | 34,9             | 79,6             | 6,2              | 1,4              | 0,6              | 1,9              | 16,1             | 84             | 84             | 31,5           | 51,7           | 33,5           | 82,4           | 6,0            | 0,9            | 0,7            | 1,7            | 14,6           |
| Наведите курсор мыши на аббревиатуры в заголовке таблицы, чтобы прочесть их расшифровку. |            |                  |                  |                  |                  |                  |                  |                  |                  |                  |                  |                  |                |                |                |                |                |                |                |                |                |                |                |

### Статистика в NCAA
| Сезон | Команда  | Conf   | Class | GP | GS | MPG  | FG%  | 3P%  | FT%  | RPG | APG | SPG | BPG | PPG  |
| --- | -------- | ------ | ----- | -- | -- | ---- | ---- | ---- | ---- | --- | --- | --- | --- | ---- |
| 2006/07 | Стэнфорд | Pac-10 | FR    | 26 | 18 | 25,2 | 49,6 | 20,0 | 69,2 | 6,0 | 0,8 | 0,4 | 1,7 | 12,6 |
| 2007/08 | Стэнфорд | Pac-10 | SO    | 27 | 25 | 30,8 | 46,8 | 0,0  | 78,9 | 8,2 | 1,4 | 0,6 | 2,1 | 19,3 |
| Всего | Всего    | Всего  | Всего | 53 | 43 | 28,0 | 48,0 | 14,3 | 76,4 | 7,1 | 1,1 | 0,5 | 1,9 | 16,0 |
| Наведите курсор мыши на аббревиатуры в заголовке таблицы, чтобы прочесть их расшифровку Статистика приведена с сайта sports-reference.com |          |        |       |    |    |      |      |      |      |     |     |     |     |      |